# Okręg Rodez
Okręg Rodez (fr. Arrondissement de Rodez) – okręg w południowo-zachodniej Francji. Populacja wynosi 140 tysięcy.

## Podział administracyjny
W skład okręgu wchodzą następujące kantony:
- Baraqueville-Sauveterre,
- Bozouls,
- Cassagnes-Bégonhès,
- Conques,
- Entraygues-sur-Truyère,
- Espalion,
- Estaing,
- Laguiole,
- Laissac,
- Marcillac-Vallon,
- Mur-de-Barrez,
- Naucelle,
- Pont-de-Salars,
- Réquista,
- Rignac,
- Rodez-Est,
- Rodez-Nord,
- Rodez-Ouest,
- Saint-Amans-des-Cots,
- Saint-Chély-d'Aubrac,
- Saint-Geniez-d'Olt,
- Sainte-Geneviève-sur-Argence,
- Salvetat-Peyralès.